# Joseph Bütler
Pour les articles homonymes, voir Butler.
Joseph Niklaus Bütler (né Josephus Nicolaus Gallus Bütler le 16 octobre 1822 à Küssnacht am Rigi et mort le 20 janvier 1885 à Düsseldorf) est un peintre de paysage suisse de l'école de Düsseldorf.

## Biographie

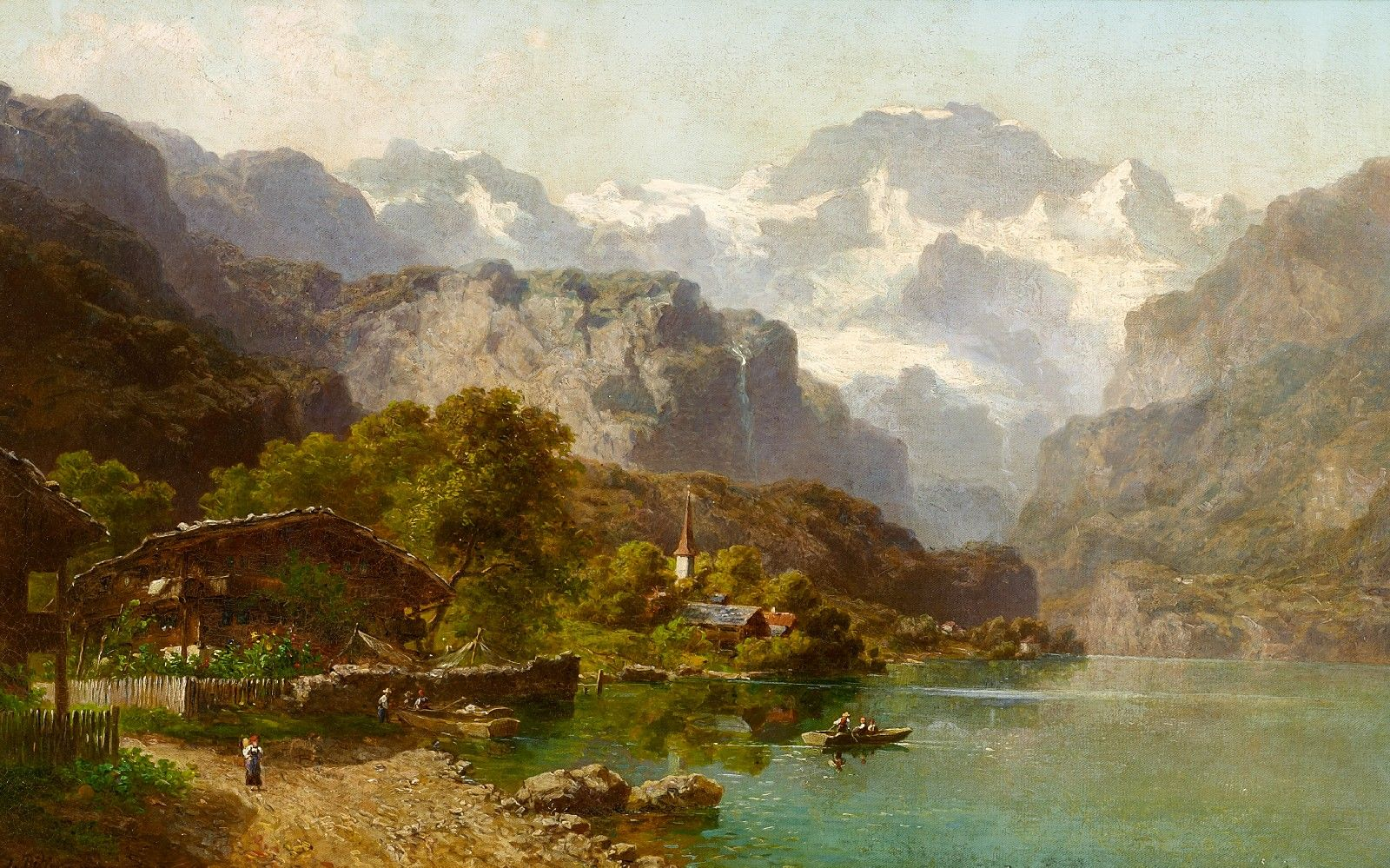
Le Lac de Thoune

Joseph Niklaus Bütler naît à Küssnacht am Rigi du peintre Niklaus Bütler et d'Anna Maria Trutmann. Il reçoit sa première éducation artistique de son père. Après 1840, il commence une riche carrière à Lucerne, où sa famille a élu domicile peu de temps auparavant. De 1852 à 1853, il suit les cours du peintre paysagiste Johann Wilhelm Schirmer à l'Académie des beaux-arts de Düsseldorf. Après un bref retour à Lucerne, dû à des problèmes financiers, il s'installe à Düsseldorf en 1858. Son frère, le peintre Anton Bütler, vient le rejoindre à Düsseldorf pendant une courte période.
Pendant son séjour à Düsseldorf, il se consacre exclusivement à la peinture de paysage, en particulier aux sujets du monde alpin suisse, qu'il idéalise dans une vision romantique tardive comme paysage héroïque. Bütler conçoit les montagnes, qu'il dépeint comme Schirmer avec une grande vision lointaine, au sens de Jean-Jacques Rousseau comme « une nature authentique » et comme « un havre de liberté », par lequel il reproduit à plusieurs reprises les détails développés dans ses œuvres après des études de la nature, souvent comme paysage intime au premier plan de ses compositions.
En 1868, il épouse Sophie Antonia Jungheim, la sœur de son ami peintre Carl Jungheim. De 1859 à 1884, Bütler fait partie de l'association d'artistes de Düsseldorf Malkasten. À Düsseldorf, il participe aux expositions du Kunstverein pour la Rhénanie et la Westphalie. Il est également chargé de nombreuses expositions en Suisse.